# Microporella tractabilis
Microporella tractabilis är en mossdjursart som beskrevs av Canu och Bassler 1930. Microporella tractabilis ingår i släktet Microporella och familjen Microporellidae.
Artens utbredningsområde är Mexikanska golfen. Inga underarter finns listade i Catalogue of Life.